# Command & Conquer: Red Alert 3 — Uprising
Command & Conquer: Red Alert 3 — Uprising (с англ. — «Восстание») — самостоятельное дополнение для игры Command & Conquer: Red Alert 3 на Windows. В дополнении присутствует только режим одиночного прохождения. Также выпущено мини-дополнение Commander’s Challenge для PlayStation 3 и Xbox 360. Мини-дополнение включает только 50 заданий из Uprising.

## Кампании
В дополнении четыре миникампании: три для каждой из сторон конфликта и ещё одна, рассказывающая биографию имперского спецагента Юрико Омега. В каждой кампании по 3 миссии, кроме кампании за СССР, где их четыре. Кампания Юрико выполнена не в стратегическом стиле, а в виде боевика с системой развития персонажа.
Изначально доступны кампании Советов и Юрико. Кампании Альянса и Империи Восходящего Солнца становятся доступными после прохождения первой миссии за СССР.
Добавлен новый режим «Состязание», где «ФьючерТех» требует от игрока пройти пятьдесят военных миссий по всему свету ради своих исследований.

## Сюжеты

### Кампании
Все кампании разворачиваются после канонического окончания Red Alert 3, то есть после кампании за Альянс. Президент Европейского Союза Руперт Торнли формирует армию с помощью компании «FutureTech», в то время как Советский Союз и Империя Восходящего Солнца планируют восстание.
- Армия будущего (СССР). Вся территория СССР была оккупирована Альянсом, чьи войска, по заявлению президента Европейского Союза Руперта Торнли, местное население встречало как «освободителей». Подпольное сопротивление во главе с Дашей Федорович пытается восстановить суверенитет страны и разгромить военную корпорацию Альянса «ФьючерТех», а также не дать Торнли запустить Сигма-Гармонизатор, способный «замораживать время» для пресечения беспорядков на оккупированных территориях. Поскольку советское сопротивление раскрыло заговор «ФьючерТех», то Альянс признает фракцию СССР как героя.
- Жёсткие меры (Альянс). После смерти императора Ёсиро на трон взошёл Татцу, который готов был сотрудничать с Альянсом. Трое полководцев (двое из предыдущей игры) не подчинились решению и подняли бунт. Игроку предстоит разгромить всех троих… и избавиться от Татцу, который предаст игрока в последний момент.
- Раненый волк (Империя). Татцу, принявший правление Империей, стремится защитить страну от наступающих советских войск, а оккупационные войска Альянса бездействуют. Японцам предстоит сдержать советский натиск и нанести контрудар, а также избавиться от Альянса, который нашёл повод напасть.
- Страшная сказка или Легенда о Юрико (Юрико Омега). История создания пси-воина Империи Восходящего Солнца и её дальнейшая судьба. Видеоролики представляют собой специальные рубрики выпусков новостей. Кампания напоминает скорее RPG, в которой Юрико может развивать свои навыки.

### Сражения
В сражениях были внесены следующие изменения — играть против конкретных командиров теперь нельзя, в отличие от оригинала, где соперником был любой из существующих командиров. В дополнении теперь можно выбирать сторону конфликта и задавать для ИИ тактику, которая будет для него основной. Для каждой из сторон существует по 3 тактики.

### Состязание
Новый режим, доступный только в этом дополнении.
- Цель — пройти все 50 миссий за предельно короткое время.
- После каждой миссии игрок разблокирует новый вид техники и дополнительные ресурсы (зависит от времени).
- В качестве полей битвы используются карты для мультиплеера.
- У игрока не будет союзников ни в одной миссии, а в некоторых миссиях компьютерные противники будут в союзе против игрока.
- Если уровень опасности на индикаторе будет заполнен до максимума, оттуда выползет кнопка с надписью «Нажать» на трех языках (зависит от фракции). После нажатия всем юнитам уровень опыта будет увеличен до героя, из резервных ресурсов будут выделены деньги для увеличения финансирования операции, но время прохождения учитываться не будет (то есть время прохождения будет увеличено до 99:59).
- Если пройти все 50 заданий за предельно короткое время и заполнить полоску прогресса до 100 %, появится видеоролик, где все командиры находятся в ярости (отрывки из брифингов), а в главном меню будут сыпаться звездочки, подобно бомбам в меню оригинальной Red Alert 3.
- Особенностью соревнований является не избавиться как можно быстрее от противников, а добиться этого ограниченными силами. На многих уровнях имеются определённые условия игры: в одном не доступна авиация, в другом доступны только танки, в третьем по карте бегает Имперский Палач и две базы противника, пытающиеся его уничтожить.
- Есть несколько отсылок к предыдущей игре. Во время миссии с участием Имперского палача одним из противников является Николай Москвин, который говорит, что уже встречался с Палачом и рад, что в этот раз он пришёл не за ним. В оригинальной игре в кампании за Империю Палач участвовал в боях в Одессе против сил Москвина.

## Персонажи
В качестве новых персонажей появились:
- Малкольм Макдауэлл — Руперт Торнли, президент Европейского Союза, руководитель корпорации «FutureTech»[3][4][2].
- Холли Вэланс — Бренда Сноу[2], репортёр[3][4][5].
- Джон Брэдфорд — Тэд Брэдли, репортёр.
- Джоди Лин О’Киф — Келли Уивер[2], глава департамента связи с общественностью корпорации «FutureTech»[3][4].
- Вик Чао — Синдзи Симада, ведущий специалист по парапсихологии.
- Лиза Тамасиро — Юрико Омега, молодая девушка, ставшая объектом страшных опытов Симады.
- Джулия Линг — Идзуми, сестра Юрико, тоже подопытная Симады[6].

Состав командиров изменился:
- Ивана Миличевич — Дарья Федорович[2]
- Джин Фарбер — Николай Москвин[2]
- Дмитрий Дьяченко — Олег Водник[2]
- Моран Атиас — Вероника Белова[2]
- Джемма Аткинсон — Ева Маккенна
- Рик Флэр — Дуглас Хилл[3][4][2]
- Грэг Эллис — Жиль Прайс[2]
- Луиза Гриффитс — Лидия Уинтерс[2]
- Рональд Юань Лун — Крон-принц Татцу[2]
- Джек Ян — Кэндзи Тэндзай[2]
- Брюс Локк — Синдзо Нагама[2]
- Джейми Чон — Такара Сато[3][4][2]

### Саундтрек
Композиторы — Фрэнк Клепаки, James Hannigan, Timothy Michael Wynn, Mikael Sandgren. Треки указаны не по порядку.
- Perseverance (Soviets Classic)
- Abolishment (Soviets Cown)
- Eminet (Soviets Up)
- Empire Theme Classic
- Empire Theme Down
- Empire Theme Up
- Allies Classic
- Allies Down
- Allies Up
- Sigma Island 1-5
- Yuriko Combat 1-3
- Yuriko Final
- Shiro Sanitarium
- Romania 1-2
- Shiniga
- Soviet March 2
- Uprising

## Отзывы
| Сводный рейтинг | Сводный рейтинг | Сводный рейтинг |
| Издание         | Оценка          | Оценка          |
| Издание         | PC              | Xbox 360        |
| --------------- | --------------- | --------------- |
| GameRankings    | 63,50 %         | 73,09 %         |